# Sahkri järv
Sahkri järv (järv = See) ist ein künstlicher See in Kõlleste im Kreis Põlva auf dem estnischen Festland. Durch den See fließt der Bach Sulaoja. 1,3 Kilometer vom 9,1 Hektar großen See entfernt liegt das Dorf Veski und 45,9 Kilometer entfernt liegt der 3555 km² große Peipussee (Peipsi-Pihkva järv).